# Malé Březno (okres Ústí nad Labem)
Obec Malé Březno (německy Klein Priesen) se nachází v okrese Ústí nad Labem v Ústeckém kraji. Žije v ní 525 obyvatel.

## Historie
První písemná zmínka pochází z roku 1188.

## Obyvatelstvo
Při sčítání lidu v roce 1921 zde žilo 623 obyvatel (z toho 302 mužů), z nichž bylo devět Čechoslováků, 600 Němců a čtrnáct cizinců. Kromě čtrnácti evangelíků a 44 lidí bez vyznání se hlásili k římskokatolické církvi. Podle sčítání lidu z roku 1930 měla vesnice 824 obyvatel: 66 Čechoslováků, 749 Němců a devět cizinců. Převažovala římskokatolická většina, ale žilo zde také 62 evangelíků a devadesát lidí bez vyznání.
|                                                                                          | 1869 | 1880 | 1890 | 1900 | 1910 | 1921 | 1930 | 1950 | 1961 | 1970 | 1980 | 1991 | 2001 | 2011 |
| ---------------------------------------------------------------------------------------- | ---- | ---- | ---- | ---- | ---- | ---- | ---- | ---- | ---- | ---- | ---- | ---- | ---- | ---- |
| Obyvatelé                                                                                | 349  | 368  | 466  | 523  | 688  | 678  | 869  | 529  | 568  | 470  | 424  | 373  | 386  | 373  |
| Domy                                                                                     | 56   | 62   | 66   | 68   | 83   | 87   | 118  | 125  | 144  | 100  | 98   | 112  | 114  | 118  |
| Tabulka zahrnuje údaje osady Přerov 1. díl a v roce 1961 také domy místní části Leština. |      |      |      |      |      |      |      |      |      |      |      |      |      |      |

## Části obce
- Malé Březno (katastrální území Malé Březno nad Labem)
- Leština, sestává ze ZSJ Leština (k. ú. Leština u Malého Března) a ZSJ Vitín (k. ú. Vitín u Malého Března), zchátralé a téměř neobývané vsi v kopcích nad Malým Březnem.

## Pamětihodnosti

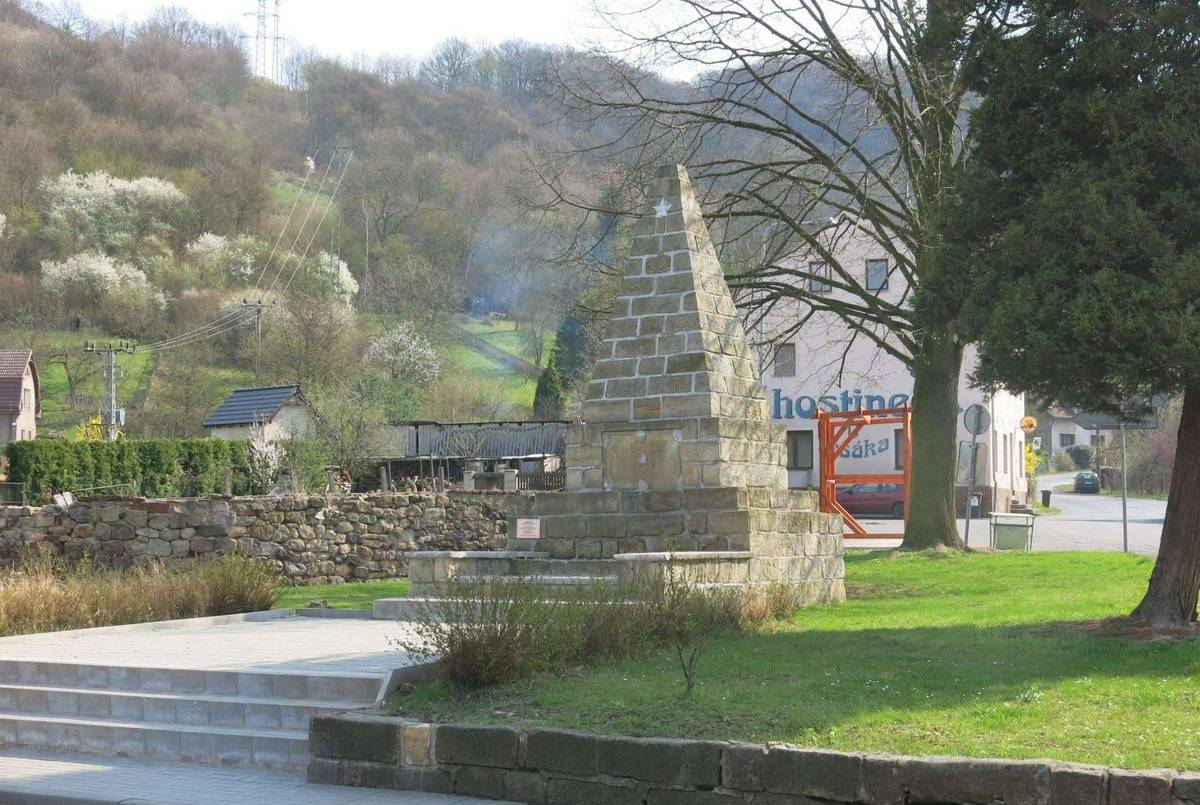
Pomník vojákům Rudé armády

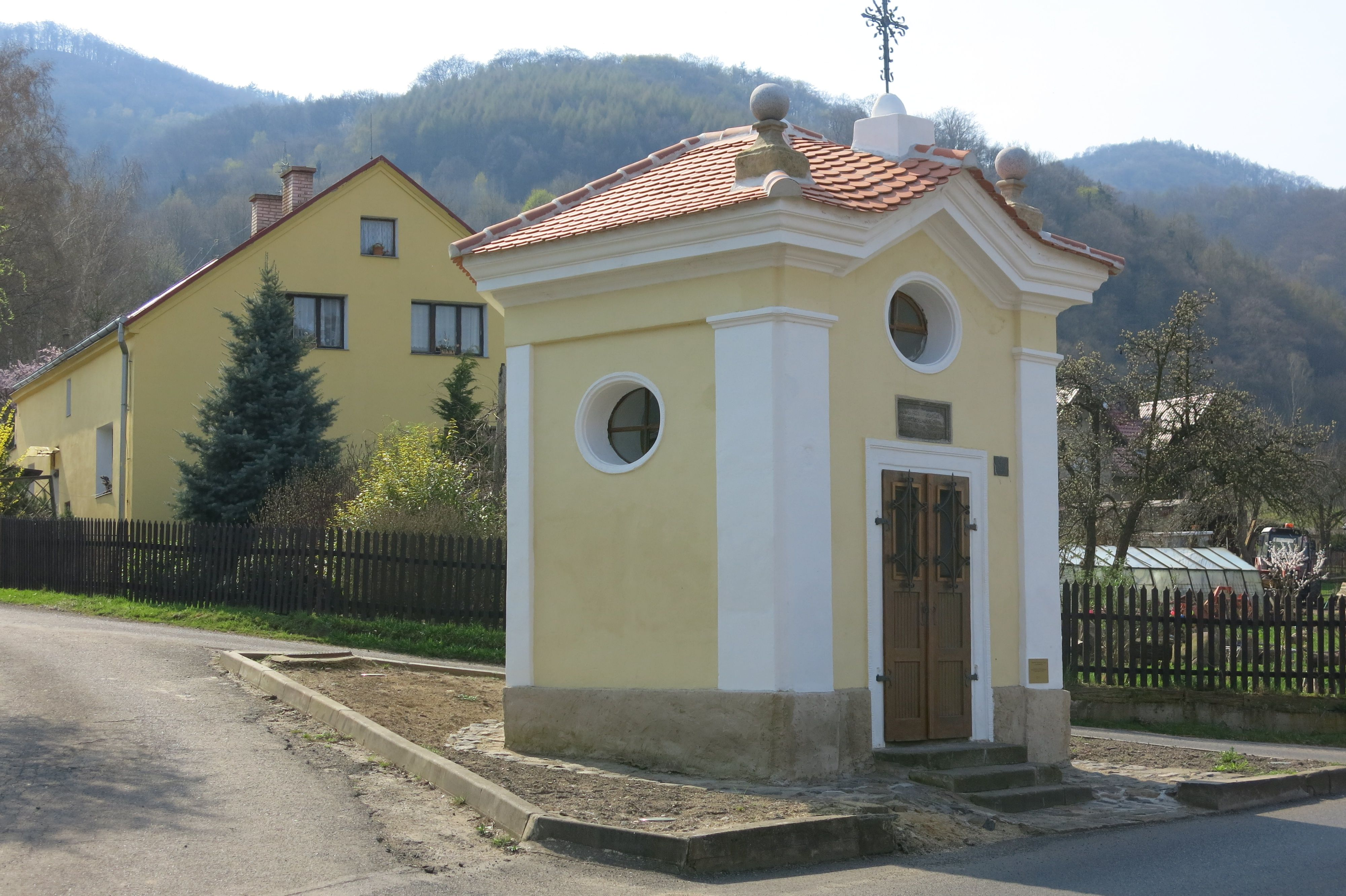
Kaple

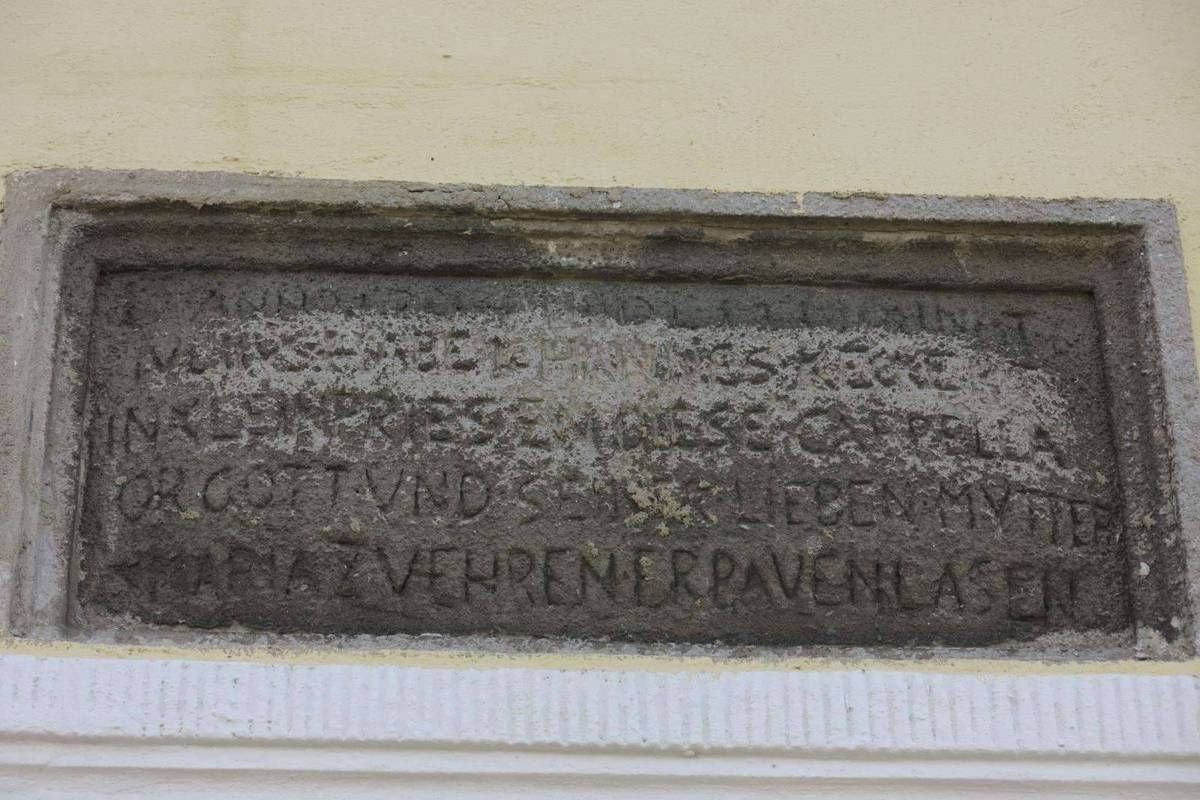
Pískovcová deska nad portálem kaple

- Pomník Rudé armády[8]
- Kaple[9]